# Ali Rıza Alan
Ali Rıza Alan (* 3. März 1947) ist ein ehemaliger türkischer Ringer und Weltmeister 1970 im freien Stil im Fliegengewicht.

## Werdegang
Ali Rıza Alan begann als Jugendlicher in Tokat mit dem Ringen. Er entwickelte sich bei den Trainern Hidir Koyunoğlu und Ali Yücel zu einem hervorragenden Freistilringer. 1969 löste Ali Rıza den bis dahin besten türkischen Fliegengewichtler Mehmet Esenceli in der Nationalmannschaft ab und gab bei der Europameisterschaft 1969 in Sofia seinen Einstand bei einer internationalen Meisterschaft. Er kämpfte dort ausgesprochen gut, gewann vier Kämpfe, unterlag aber in der 5. Runde gegen Baju Baew aus Bulgarien und erreichte den 4. Platz. An der Weltmeisterschaft des gleichen Jahres in Mar del Plata konnte Ali nicht teilnehmen, weil die Türkei dorthin keine Mannschaft entsandte.
Bei der Europameisterschaft 1970 in Berlin gewann Ali Rıza dann seine erste Medaille bei einer internationalen Meisterschaft, die silberne. Im Finale unterlag er wieder gegen Baju Baew. Bei der Weltmeisterschaft 1970 in Edmonton war dann Ali Rıza das Glück hold. Er gewann drei Kämpfe und verlor gegen Mohammad Ghorbani aus dem Iran, kam aber trotzdem dank eines Freiloses und einer besonders glücklichen Konstellation in der Zusammenlosung der Paare zum Weltmeistertitel.
1971 und 1972 folgten zwei schwächere Jahre für Ali Rıza. Er belegte bei der Weltmeisterschaft 1971 nur den 7. Platz, wobei er allerdings Pech wegen einer Verletzung im 4. Kampf hatte. Bei den Olympischen Spielen 1972 in München kam er gar nur auf den 9. Platz. Besonders verwunderlich war dabei seine Niederlage gegen den Inder Sudesh Kumar.
In den Jahren 1973, 1974 und 1975 errang Ali Rıza dann noch drei Vizemeistertitel. 1973 wurde er in Lausanne Vizeeuropameister nach einer Niederlage gegen Arsen Alachwerdiew aus der Sowjetunion, 1974 wurde er in Istanbul Vizeweltmeister. Es gelang ihm dabei ein imponierender Sieg über den neuen sowjetischen Star Roman Dmitriew und 1975 wurde er in Ludwigshafen am Rhein wieder Vizeeuropameister, wobei er diesmal gegen Arsen Alachwerdiew gewann, aber dafür gegen Ognjan Nikolow aus Bulgarien und Władysław Stecyk aus Polen verlor. 
Ali Rıza trat nach den Weltmeisterschaften 1975 in Minsk, wo er nur den 10. Platz belegte, zurück, blieb dem Ringen aber als Trainer in Tokat erhalten.

## Internationale Erfolge
(OS = Olympische Spiele, WM = Weltmeisterschaft, EM = Europameisterschaft, F = freier Stil, Fl = Fliegengewicht)
- 1969, 4. Platz, EM in Istanbul, F, Fl, mit Siegen über Giuseppe Bognanni, Italien, Willi Bock, DDR, Mario Sabattini, BRD, und André Gaudinot, Frankreich, und einer Niederlage gegen Baju Baew, Bulgarien;
- 1970, 2. Platz, EM in Berlin, F, Fl, mit Siegen über Pavel Urbanek, Tschechoslowakei, Petre Ciarnău, Rumänien, Vincenzo Grassi, Italien, und Willi Bock und einer Niederlage gegen Banju Baew;
- 1970, 1. Platz, WM in Edmonton, F, Fl, mit Siegen über André Gaudinot, Aminula Nasrulajew, UdSSR, und Paul Neff, BRD, und trotz einer Niederlage gegen Mohammad Ghorbani, Iran;
- 1971, 3. Platz, Turnier in Jambol, F, Fl, hinter Vaerdiew und Mintschew, beide Bulgarien;
- 1971, 7. Platz, WM in Sofia, F, Fl, mit Siegen über Gordon Bertie, Kanada, Josef Klimčak, Tschechoslowakei und Mario Sabattini, danach Aufgabe nach Verletzung im Kampf gegen Dojodovyn Ganbat, Mongolei;
- 1972, 9. Platz, OS in München, F, Fl, mit Siegen über Willi Bock und Kim Young-Jun, Südkorea, und Niederlagen gegen Sudeh Kumar, Indien, und Kim Gwong Hyong, Nordkorea;
- 1973, 3. Platz, Turnier in Bukarest, F, Fl, hinter Dariush, Iran, und Petre Ciarnau;
- 1973, 2. Platz, EM in Lausanne, F, Fl, mit Siegen über Willy Aschwanden, Schweiz, Jürgen Möbius, DDR, Henrik Gál, Ungarn, und Władysław Stecyk, Polen, und mit einer Niederlage gegen Arsen Alachwerdiew, UdSSR;
- 1973, 6. Platz, WM in Teheran, F, Fl, mit Siegen über Kim Hun Him, Nordkorea, Kim Young-Jun und Ion Arapu, Rumänien, und Niederlagen gegen Arsen Alachwerdiew und Ibrahim Javadi, Iran;
- 1974, 8. Platz, EM in Madrid, F, Fl, mit einem Sieg über Ion Arapu und Niederlagen gegen Ognjan Nikolow, Bulgarien, und Telman Paschajew, UdSSR;
- 1974, 2. Platz, WM in Istanbul, F, Fl, mit Siegen über Wieslaw Kończak, Polen, Mario Sabattini, Petre Ciarnau, Roman Dmitriew, UdSSR, und einer Niederlage gegen Yūji Takada, Japan;
- 1975, 2. Platz, EM in Ludwigshafen am Rhein, F, Fl, mit Siegen über Mario Sabattini, Maurice Bourdin, Frankreich, Henryk Gál und Arsen Alachwerdiew und Niederlagen gegen Ognjan Nikolow und Wladyslaw Stecyk;
- 1975, 10. Platz, WM in Minsk, F, Fl, nach Niederlagen gegen Wladysllaw Stecyk und Henriyk Gál